# Jeison Murillo
Jeison Fabián Murillo Cerón (* 27. května 1992) je kolumbijský fotbalista, který hraje jako střední obránce za katarský Al-Shamal SC.

## Klubová kariéra
Narodil se v Cali. Krátce po 18 narozeninách podepsal smlouvu s Udinese Calcio. Z klubu byl poslán na hostování do B-týmu Granady.
Začátkem února 2012 do Granady přestoupil, byl na hostování v Cádizu a Las Palmas.
Po návratu z hostování 18. srpna 2013 debutoval v La Lize proti Osasuně. 10. ledna 2014 vstřelil gól proti Valladolidu.

### Inter Milán
V únoru 2015 přestoupil do Interu Milán. 23. srpna 2015 debutoval v Serii A proti Atalantě.

### Valencie
18. srpna 2017 byl poslán na hostování do Valencie. Ve své první sezóně odehrál 17 zápasů a dopomohl ke kvalifikaci do Ligy mistrů.
20. prosince 2018 byl poslán na hostování do Barcelony. 

### Sampdoria
13. července 2019 byl poslán na hostování do Sampdorie Janov. 15. ledna 2020 do klubu přestoupil, už 30. června byl poslán na hostování do Celty Vigo. Z hostování se vrátil v roce 2022.

### Al-Shamal
28. července 2023 podepsal dvouletou smlouvu s Al-Shamalem.

## Reprezentační kariéra
Za Kolumbii debutoval 10. října 2014 v přátelském zápase proti Salvadoru, odehrál 30 minut. Hrál na Copa América 2015, vstřelil gól proti Brazílii. Ve čtvrtfinále nedal proti Argentině penaltu, Kolumbie z turnaje vypadla. Byl vyhlášen nejlepším mladým hráčem turnaje. 
Hrál také na Copa América 2016, kde Kolumbie vybojovala bronzovou medaili.